# Shimenawa

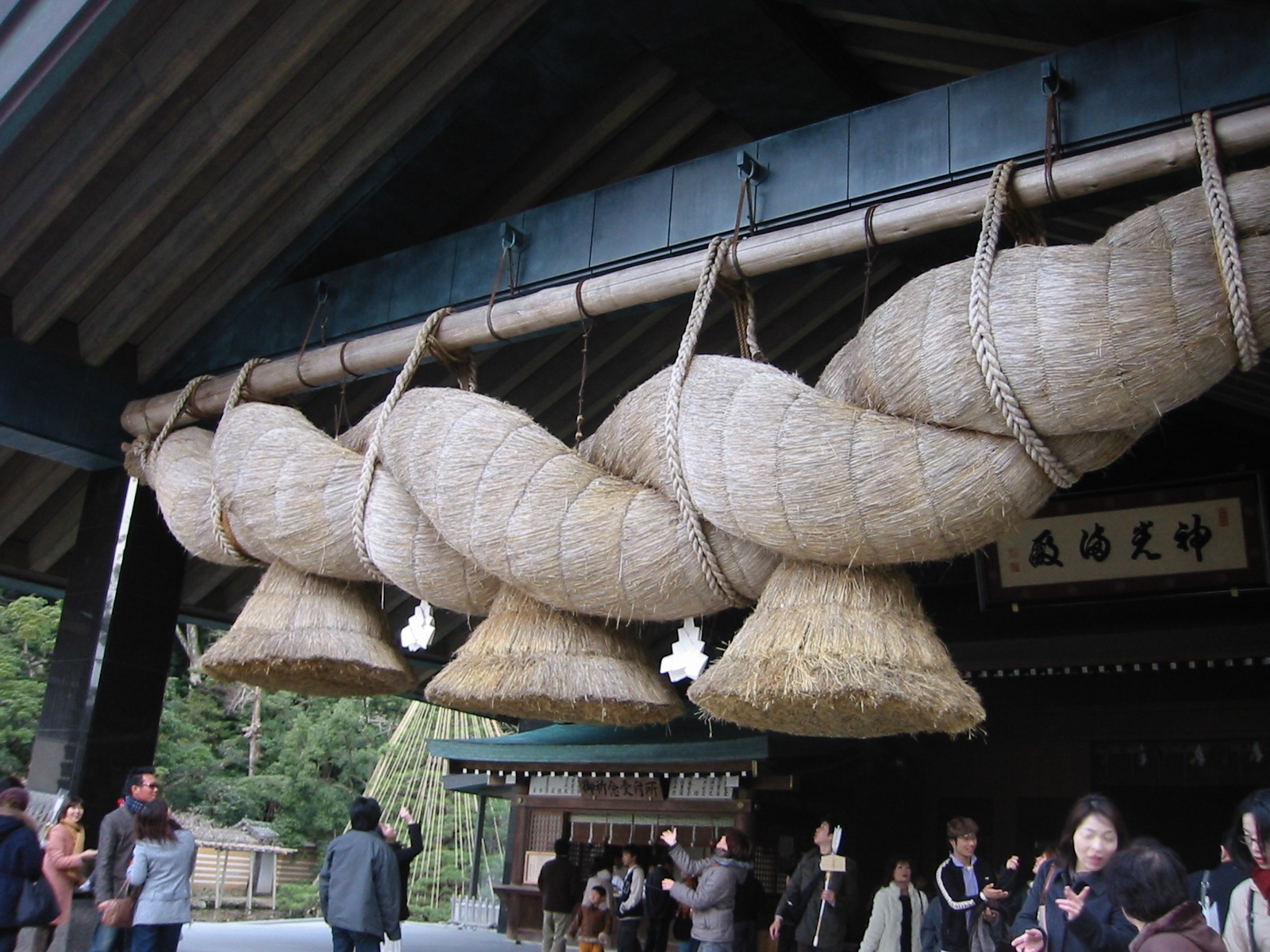
Un shimenawa en Izumo Taisha.

Un shimenawa (標縄・注連縄・七五三縄?   literalmente "cuerda enrollada") son cuerdas de paja de arroz usadas para la purificación ritual en el sintoísmo. El diámetro varía desde unos centímetros hasta varios metros, y ocasionalmente se les añade el shide. Un espacio marcado por el shimenawa indica el espacio sagrado o puro, que representa al santuario sintoísta.
El shimenawa se cree que forma un cercado contra los malos espíritus, y ocasionalmente se disponen durante la ceremonia de la primera piedra, antes de la construcción de una nueva edificación. Los shimenawa se usan en los templos sintoístas, puertas torii y lugares sagrados.